# Ligne D du réseau de transports en commun de Toulouse
Pour les articles homonymes, voir Ligne D.
La ligne D du réseau de transports en commun de Toulouse (ou ligne 23 du TER Occitanie) est un ancien projet de desserte urbaine ferroviaire sur une portion de la ligne ferroviaire Toulouse - Bayonne. Elle relie les gares de Toulouse-Matabiau à Muret, en desservant au passage les gares de Toulouse-Saint-Agne et de Portet-Saint-Simon. Elle est exploitée par la SNCF pour la relation no 23 (Toulouse - Muret) des TER Occitanie.

## Parcours

Stations de la ligne D

### Tracé
Longue de 21 km, la ligne D va de Toulouse (gares Matabiau et Saint-Agne) à Muret (gare de Muret), la sous-préfecture de la Haute-Garonne, en passant par Portet-sur-Garonne (gare de Portet-Saint-Simon).

## Infrastructure
La ligne est électrifiée en 1500 V continu et est en double voie à écartement normal.
L'appellation « ligne D » était officielle dans le PDU de 2007 de l'agglomération et n'est utilisée ailleurs que rarement dans quelques articles de presse ou sites Internet. En raison du fait qu'elle n'a jamais été intégrée à la tarification Tisséo, elle n'a jamais figuré sur les plans du réseau ni sur toute autre brochure de Tisséo. Aucune signalétique distinctive n'existe dans les gares desservies le long du tracé.
Cependant Tisséo considérait cette ligne comme un RER sur certains de ses plans officiels destinés au public, sans pour autant la mentionner comme ligne D ni l'ouvrir à la tarification urbaine.

## Avenir
Aucune échéance n'a été à ce jour rendue publique quant à la finalisation proprement dite de la ligne D. Cependant, la ligne est concernée par le projet de Service Express Métropolitain actuellement en phase d'études depuis 2018.